# 森本啓太
森本 啓太（もりもと けいた、1990年1月8日 - ）は、日本の現代芸術家。

## 来歴
大阪府堺市で生まれ育ち、2006年16歳の時にカナダへ移住。
2021年に日本へ帰国するまでの15年間をトロントで過ごし、現在は東京を拠点に活動中。カナダではオンタリオ州ベルビルのセンテニアル中等学校で高校を卒業後、2012年にオンタリオ州立芸術大学（現在のOCAD大学）で美術学士号を取得。 
森本は過去にトロントの現代美術館（MOCA）、 ピーターボロ美術館（Art Gallery of Peterborough)、上海のパワーロン美術館(宝龙美术馆)、イタリアの美術館Fondazione Sandretto Re Rebaudengoなどでも展覧会を開催している。 
森本の作品は、トロント・カナダ現代美術館、K11 MUSEA、宝龍美術館、Art Gallery of Peterborough、The Power Plant Contemporary Art Gallery、フォートウェイン美術館などで展示されてきた。他にコレクションとして、 滋賀県立美術館、アーツ前橋、ハイ美術館（アメリカ）、Fondazione Sandretto Re Rebaudengo（イタリア）、マイアミ現代美術館（アメリカ）がある。 

## 主な展覧会

### 個展
- 2025「To Nowhere and Back」Almine Rech（ニューヨーク/ アメリカ）
- 2024「KEITA MORIMOTO Illuminated Solitude」銀座 蔦屋書店 GINZA ATRIUM（東京 / 日本）
- 2024「FADING MOMENTS」Long Story Short Paris（パリ / フランス）
- 2024「WORK IN PROGRESS」anonymous collection（東京 / 日本）
- 2023「as we didn’t know it」Night Gallery（ロサンゼルス / アメリカ）
- 2023「A Little Closer」KOTARO NUKAGA（東京 / 日本）
- 2022「In Between Shadows」 ATM Gallery（ニューヨーク/ アメリカ）
- 2022「Contrasting Memories」 Nicholas Metivier Gallery（トロント/ カナダ）
- 2021「After Dark」KOTARO NUKAGA（東京/ 日本）
- 2020「Garden of Lights」Nicholas Metivier Gallery（トロント/ カナダ）
- 2018「Light Passage」Nicholas Metivier Gallery（トロント/ カナダ）
- 2016「Strange Guild」Nicholas Metivier Gallery（トロント/ カナダ）
- 2014「Oasis」Galerie Youn（モントリオール/ カナダ）
- 2014「The Nightwatchers」 Museum of Contemporary Art（トロント/ カナダ）

### グループ展
- 2024「36 PAINTINGS」Harper’s East Hampton（ニューヨーク/ アメリカ）
- 2023「Focal Point 2」 LONG STORY SHORT NYC（ニューヨーク/ アメリカ）
- 2023「絶滅の先のハナシ」 MtK Contemporary Art（京都 / 日本）
- 2023「Quiet Storm」 LONG STORY SHORT PARIS（パリ / フランス）
- 2023「The Midnight Hour」The Hole（ニューヨーク / アメリカ）
- 2023「Dieci」ARTUNER, Palazzo Coardi di Carpeneto（トリノ / イタリア）
- 2023「The Descendants」 K11 MUSEA （香港）
- 2022「Crossing」KOTARO NUKAGA（東京/ 日本）
- 2022「Under Current」 宝龍美術館（上海/ 中国）
- 2022「Seasons in the City」 Palazzo Capris by Artuner（トリノ/ イタリア）
- 2022「What It Could Be」 Theaster Gates Stony Island Arts Bank （シカゴ/ アメリカ）
- 2022「Romancing Relevance」WOAW Gallery（香港）
- 2022「Escape From New York」Another Gallery （ロサンゼルス/ アメリカ）
- 2018「These things I have seen」 Art Gallery of Peterborough （ピーターバラ/ カナダ）